# La Ligne bleue des Vosges
Pour les articles homonymes, voir Ligne bleue.
La Ligne bleue des Vosges est un documentaire, produit pour l'ORTF, réalisée par Bernard Gesbert et diffusé à la télévision française, le 8 février 1971. Produit par Jean-Marc Leuwen, André Burguière et Janine Knuth, ce volet fait partie de la série d'émissions intitulée « Les chemins de l'histoire ».
Le titre de l'émission fait référence à l'expression qu'utilisa Jules Ferry dans son testament pour y rappeler son indéfectible attachement à la réunification du massif vosgien alors écartelé, depuis 1871, par une frontière étatique qu’il espérait temporaire : « Je désire reposer ... en face de cette ligne bleue des Vosges, d'où monte jusqu'à mon cœur fidèle la plainte des vaincus. »

## Le documentaire
Sous la supervision d'un conseiller scientifique, Raoul Girardet ainsi que de plusieurs historiens, témoins et experts comme Charles François, Adrien Prinz et Gustave Dron, cette émission entend faire le point sur un événement historique majeur, avec l'éclairage contemporain. Ce volet concerne La ligne bleue des Vosges qui marque la frontière de la France avec l'Alsace-Moselle alors territoire relevant du Reich allemand.
À la fin du XIXe siècle, Alsaciens et Lorrains qui ont perdu la nationalité française restent cependant patriotes. Un poète engagé, Paul Déroulède, exacerbe les tensions et les sentiments nationalistes. Des comédiens interprètent ses poèmes patriotiques.

## Distribution
- Réalisation : Bernard Gesbert
- Production exécutive : ORTF

- Christian Borel
- Patrick Dewaere
- Paul Crauchet
- Gabrielle Doulcet
- Dorte
- Robert Kimmich
- Caroline Clerc
- Jacques Blot